# Darko Marušić
Darko Marušić (Omiš, 1940.), srbijanski je arhitekt rodom iz Hrvatske.

## Životopis
Darko Marušić se rodio 1940. godine u Omišu u Hrvatskoj. Studirao je na sveučilištu u Beogradu na Arhitektonskom fakultetu, na kojem je diplomirao 1965. godine. Na tom se fakultetu zaposlio, stekavši status redovnog profesora. Na Arhitektonskom je fakultetu ostao sve do mirovine. Stilski pedantno iscrtava prostor stanovanja, pojedinosti na objektima i urbanističke postavke naselja.
Članom je likovno-grafičke sekcije ULUPUDUS-a.  Redovni je član Akademije inženjerskih nauka Srbije. Odbornikom je upravnog odbora Društva arhitekata Beograda.
Dobio je mnoštvo nagrada i priznanja. 1993. je godine dobio Veliku nagrade Saveza arhitekata Srbije za životno djelo. 2008. je zajedno s Milenijom Marušić dobio priznanje 30. Salona arhitektura za objekt Metals banke u Novom Sadu, za unapređenje urbanog konteksta.